# Mika Häkkinen
Mika Pauli Häkkinen (* 28. září 1968, Vantaa) je bývalý finský automobilový závodník a pilot formule 1, přezdívaný Létající Fin. Je dvojnásobným mistrem světa Formule 1.
Po úspěších na motokárách a Grand Prix Macau, kde mu těsně uniklo vítězství, se Häkkinen v roce 1991 připojil k týmu Lotus, kde strávil dvě sezóny. Poté Häkkinen přešel k týmu McLaren, původně jako testovací a náhradní jezdec. Do kokpitu se dostal poté, co se McLaren rozešel s Michaelem Andrettim po Grand Prix Itálie. Po odchodu Ayrtona Senny do Williamsu se stal Häkkinen v roce 1994 týmovým lídrem. Při Grand Prix Austrálie 1995 měl Mika těžkou havárii, při které málem přišel o život. V roce 1996 se výrazně zlepšil a první vítězství vybojoval při Grand Prix Evropy 1997. V letech 1998 a 1999 si pak připsal dva tituly mistra světa. Na přelomu tisíciletí stále bojoval o titul, ten ale získal Michael Schumacher. V roce 2001 si připsal poslední 2 výhry a na konci roku oznámil, že si dává od závodění přestávku. Ta se nakonec změnila v konec kariéry ve Formuli 1.
K závodění se ještě vrátil v sérii DTM, kde třikrát zvítězil ve voze Mercedes. V roce 2007 oznámil úplné ukončení závodní kariéry.

## Počátky kariéry
Mika Häkkinen se narodil v městě Vantta, ve Finsku, 28. září 1968. Jeho otec se jmenoval Harri a byl krátkovlnným radiovým operátorem a příležitostným taxikářem. Jeho matkou byla Aila, jež pracovala jako sekretářka. Häkkinen vyrůstal se svou sestrou Ninou, která se starala O Mikovu fan stránku do roku 1998. Jako dítě žil Mika ve stejné ulici jako další jezdec Formule 1 Mika Salo a oba se později stali dobrými přáteli.
Häkkinen jako malý také vystupoval v akrobatické show. Na střední škole se též věnoval akrobatické gymnastice a později se připojil k akrobacii v divadle v Helsinkách. Häkkinen se poté musel rozhodnout, jestli se bude věnovat akrobacii nebo závodění. Nakonec se rozhodl, že bude závodním jezdcem.

## Kariéra před Formulí 1
Když bylo Mikovi 5 let, jeho rodiče pro něj pronajali motokáru a brali ho na dráhu nedaleko jejich domu. Při svém prvním kole se Häkkinen dostal do havárie, ale nic se mu nestalo. I přes počáteční neúspěch chtěl Häkkinen se závoděním pokračovat a poté, co neustále přemlouval své rodiče, se mu jeho přání splnilo. Mikův otec mu koupil první motokáru, konkrétně to byla motokára se kterou dříve závodil Henri Toivonen.
Do roku 1986 vyhrál Häkkinen 5 titulů na motokárách. Mistr světa z roku 1982 Keke Rosberg pomohl Häkkinenovi sehnat sponzory, kteří mu pomáhali v juniorských kategoriích otevřených vozů. „Nový létající Fin“ vyhrál třikrát Skandinávský šampionát, poté v roce 1988 šampionát Opel Lotus Euroseries a v roce 1990 Britskou Formuli 3. Na konci 80. let bydlel v Anglii v domě společně s týmovým kolegou ze stáje West Surrey Racing a pozdějším jezdcem Formule 1, Allanem McNishem. Häkkinen byl blízko vítězství v Grand Prix Macau 1990, ale havaroval s Michaelem Schumacherem. Jeho výkon ale znamenal posun do Formule 1 k týmu Lotus.

## Formule 1

### 1991–1992: Lotus

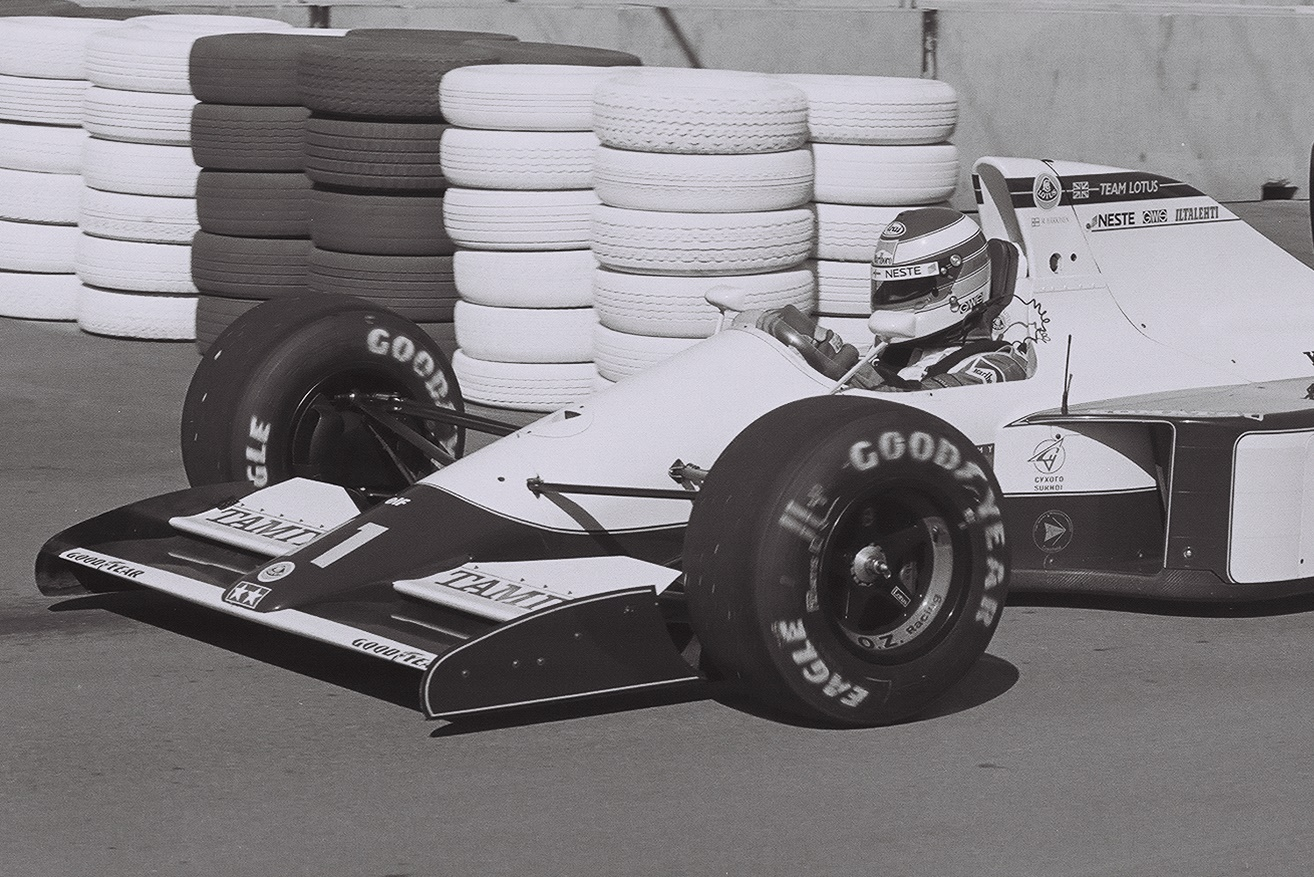
Häkkinen ve voze Lotus při jeho prvním závodě, Grand Prix USA 1991

#### 1991
Häkkinen se v roce 1991 připojil k týmu Lotus. Debutoval na okruhu ve Phoenixu, kvalifikoval se na 13. místě a na stejné pozici by pravděpodobně i dojel, kdyby mu v 60. kole neselhal motor. Své první body vybojoval o dva závody později v Imole, kde po startu z 25. místa dojel pátý, na vítěze, Ayrtona Sennu, ale ztratil 3 kola. Další body už v sezóně nepřidal.

#### 1992
V další sezóně byl Mikův týmový kolega Johnny Herbert. Häkkinen se zlepšil a bodoval celkem v 6 závodech, nejlépe dojel na 4. místě ve Francii a Maďarsku. Celkově skončil na 8. místě v poháru jezdců.

### 1993–2001: McLaren

#### 1993
V roce 1993 přešel Häkkinen do týmu McLaren, kde se měl stát nejprve testovacím jezdcem a až přijde jeho čas, měl se posunout do role závodního pilota. Jako hostující jezdec se objevil v Monaku v sérii Porsche Supercup, kde závod opanoval. Jeho sen usednout v závodě opět do kokpitu se mu vyplnil po závodě v Monze poté, co po špatných výsledcích tým opustil Michael Andretti. Debut v britské stáji si odbyl v Portugalsku a hned všechny ohromil tím, že v kvalifikaci porazil svého týmového kolegu Ayrtona Sennu. Bohužel, v poslední zatáčce okruhu přehnal svou snahu, vyjel z trati a narazil do boxové zdi. V té době jezdil na bodovaných příčkách. Na okruhu Suzuka poprvé vystoupal na pódium, kde dojel 15 sekund za Sennou.
V průběhu sezóny testoval Häkkinen i Senna motor Lamborghini V12 v modifikovaném voze McLaren MP4/8 s označením „MP4/8B“ na okruzích Estoril a Silverstone. Oba jezdci byli motorem zaujati, Häkkinen jezdil v Silverstone o 1,4 sekundy rychleji než s normálním závodním motorem Ford V8.

#### 1994

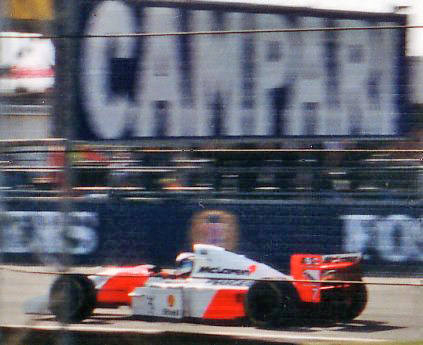
Häkkinen ve voze McLaren-Peugeot skončil třetí při Grand Prix Velké Británie 1994

Senna odešel do týmu Williams a Häkkinen se tak stal lídrem v týmu, jeho kolegou se stal Martin Brundle. Tým McLaren také změnil motor, od motoru Ford V8 přešel k motoru Peugeot V10 (tým chtěl údajně původně použít v předchozím roce testovaný motor Lamborghini V12, šéf týmu Ron Dennis se ale rozhodl pro Peugeot). V sezóně si Häkkinen připsal 6 pódií a v šampionátu skončil čtvrtý se ziskem 26 bodů.

#### 1995
V roce 1995 začalo dlouhotrvající spojení mezi týmem McLaren a německou automobilkou Mercedes-Benz. Před začátkem sezóny si Häkkinen a jeho týmový kolega Nigel Mansell stěžovali na to, že vůz je pro ně malý a oni trpí údery rukou a loktů do boků kokpitu.
Dvě pódiová umístění, v Itálii a v Japonsku, znamenala pro Miku již deváté umístění mezi nejlepšími třemi. Häkkinen zmeškal Grand Prix Pacifiku kvůli operaci slepého střeva. Poté, při Grand Prix Austrálie 1995 v Adelaide, mu na začátku první kvalifikace selhala pneumatika, což vedlo k tvrdému nárazu do zdi. Häkkinen utrpěl vážná zranění (prasknutí lebky, vnitřní krvácení, zapadlý jazyk, který mu ucpal dýchací cesty) a byl zachráněn jen díky koniotomii, kterou hned vedle trati provedl lékař Sid Watkins. Tento incident upevnil vztah mezi Häkkinenem a týmovým šéfem Ronem Dennisem a také vyvolal posun v oblasti bezpečnosti sportu. Naštěstí se Häkkinen plně zotavil a v roce 1996 mohl opět závodit. Tím pádem zmeškal pouhý jeden závod. Do kokpitu Formule 1 usedl tři měsíce po havárii na okruhu Paul Ricard. Celkově byl v poháru jezdců sedmý se ziskem 17 bodů.

#### 1996
Rok 1996 znamenal pro McLaren zlepšení; Mercedes-Benz vstoupil do druhé sezóny jako dodavatel motorů a Häkkinen se opět vrátil na pódiová umístění, přestože první vítězství mu stále unikalo. V tomto roce se k týmu připojil David Coulthard, jenž přišel z týmu Williams. Na okruhu Spa si Fin málem připsal výhru, když zvolil jednu zastávku v boxech. Havárie Jose Verstappena ale znamenala vyjetí safety caru a zborcení celé strategie. Häkkinen by jinak závod vyhrál o více než 10 sekund. V šampionátu skončil celkově pátý, se ziskem 31 bodů.

#### 1997
McLaren vstupoval do ročníku 1997 se sebevědomím. Červená a bílá barva sponzora Marlboro zmizela a vystřídala ji stříbrná a černá barva jiné tabákové společnosti, West. A McLaren se s tím vrátil na vítěznou vlnu. Coulthard vybojoval hned v úvodní Grand Prix Austrálie vítězství po více než 3 sezónách. V průběhu sezóny se McLaren začal pravidelně umísťovat na předních pozicích, v poháru jezdců byl ale úspěšnější Coulthard. Häkkinen měl několik možností připsat si první výhru, na okruzích Silverstone, A1-Ring a Nürburgring. V Jerezu konečně protnul cílovou čáru jako první, stalo se tak ale poté, co byl Coulthard požádán aby uvolnil cestu jemu a Jacquesovi Villeneuvovi, který měl problémy s poškozeným vozem. Celkově skončil v bodování šestý za 27 bodů.

#### 1998

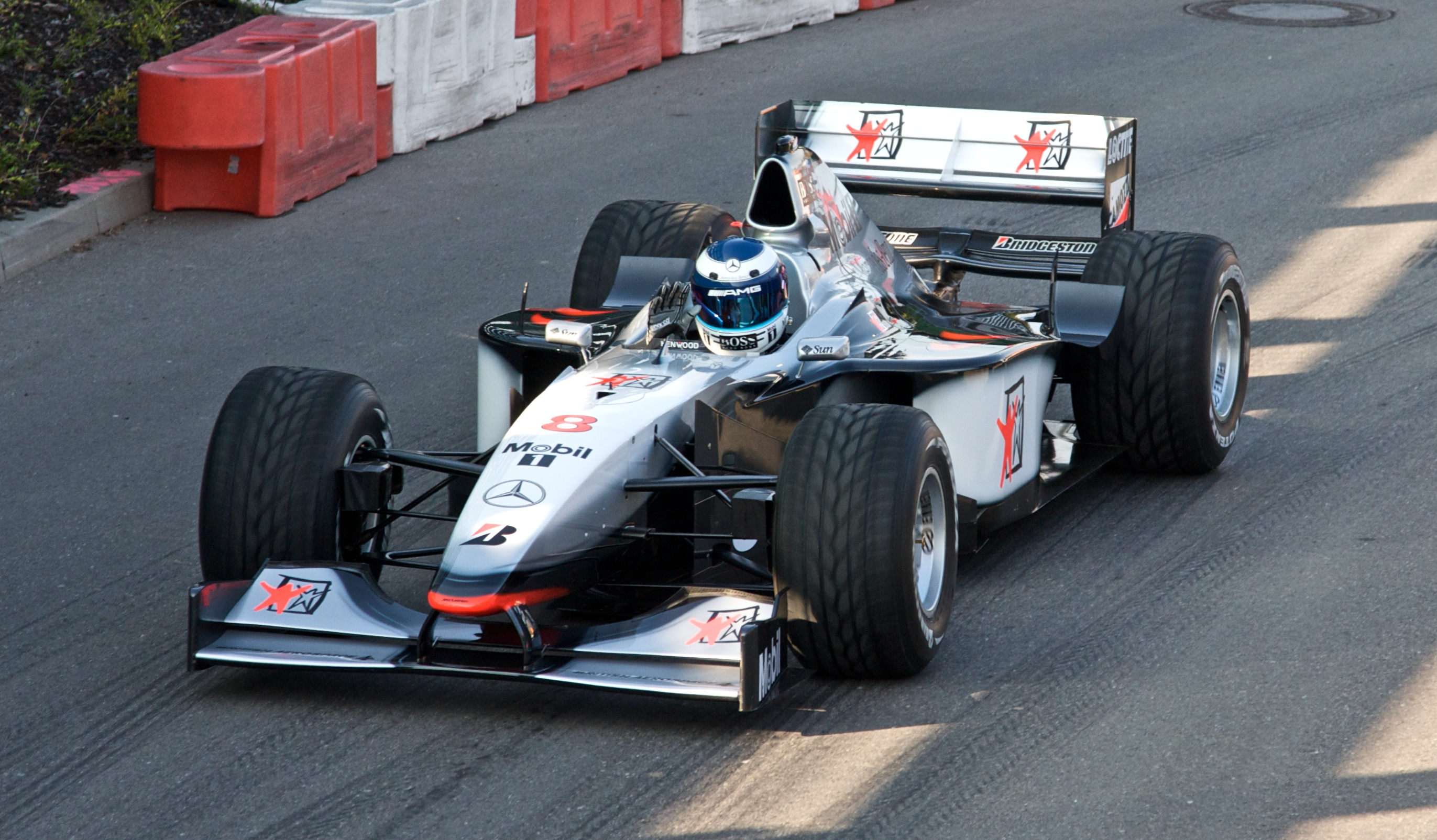
Häkkinen demonstruje mistrovský vůz McLaren MP4/13 v roce 2008

Rok 1998 byl zlomovým pro kariéru Häkkinena. Vůz McLaren MP4/13 byl prvním, který designoval Adrian Newey, aerodynamik, který v minulých letech projektoval i výborné vozy Williams. Mika vyhrál celkem 8 závodů a ve 13 ze 16 závodů bodoval. Zajistil si tak titul mistra světa, když získal rovných 100 bodů. Za ním skončil Michael Schumacher s vozem Ferrari se ziskem 86 bodů. Häkkinen rovněž devětkrát v sezóně startoval z pole position.
Sezóna začala tím, že Häkkinen vyhrál 4 ze 6 prvních závodů. Další tři poté vyhrál Michael Schumacher a v bodování se Finovi výrazně přiblížil. Další výhry pro Fina přišly v Rakousku a v Německu. V Maďarsku a Belgii ale získal pouhý bod, Schumacher toho využil ale jen v prvním případě, když na okruhu Hungaroring vyhrál. V deštivé a chaotické Grand Prix Belgie po kontaktu s Davidem Coulthardem nedojel. Po závodě na Monze se bodový stav u obou srovnal na 80 bodech. Zbývaly pouhé 2 závody. Schumacher startoval na okruhu Nürburgring z pole position, závod ale vyhrál Häkkinen. V posledním závodě v Japonsku mohli oba bojovat o titul, favoritem byl ale Häkkinen. Schumacher sice opět získal pole position, musel ale startovat z konce startovního pole, když ho při zahřívacím kole postihl problém (zhasnutí motoru). Nakonec Němec ze závodu odstoupil po defektu pneumatiky. Häkkinen vyhrál závod i celý šampionát.

#### 1999

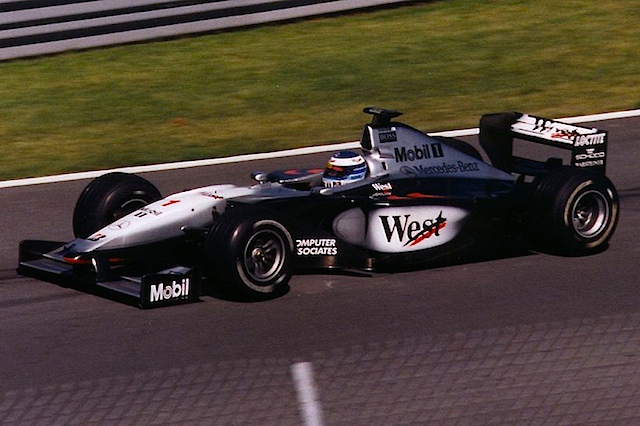
Häkkinen vyhrál v roce 1999 druhý titul, jedno z mnoha vítězství vybojoval při Grand Prix Kanady 1999 (na obrázku)

Vůz MP4/14, opět vycházející z tužky Adriana Neweyho, byl stejně jako minulou sezónu konkurenceschopný v boji o vítězství. Na druhou stranu byl od svého loňského předchůdce poruchovější. Cesta za titulem tak byla o něco těžší než v roce 1998. Tým Ferrari opět vsázel na Michaela Schumachera, ten ale v polovině sezóny vypadl ze hry, když vážně havaroval při Grand Prix Velké Británie. Zastoupil jej však jeho týmový kolega Eddie Irvine, který s Häkkinenem bojoval o titul až do posledního závodu v Japonsku. Tam Mika vyhrál před Michaelem Schumacherem a právě Irvinem a s celkovým ziskem 76 bodů obhájil titul mistra světa. Irvine skončil se 74 body jen o 2 body za ním.
Začátek nebyl pro Miku příliš dobrý, když musel odstoupit z úvodní Grand Prix. Na první výhru ale nečekal dlouho, když si ji připsal hned v Brazílii. V následujícím závodě v Imole ale opět nedokončil. V Monaku byl třetí a poté dvakrát vyhrál, ve Španělsku a v Kanadě. Další pódium si připsal ve Francii, na okruhu Silverstone poté nedojel. Právě v tomto závodě utrpěl Michael Schumacher zranění, které ho vyřadilo z boje o titul. Další výhru si připsal v Maďarsku a ve Spa dojel druhý za Coulthardem. V Monze Häkkinen havaroval a kamery ho zachytily nedaleko trati, jak pláče. Při Grand Prix Evropy skončil pátý a byl to jediný závod který dojel a při kterém zároveň nebyl na stupních vítězů. V Malajsii dojel třetí a v již zmíněném Japonsku vyhrál, čímž si zajistil titul. Irvineovi málem nadělil celé kolo.

#### 2000

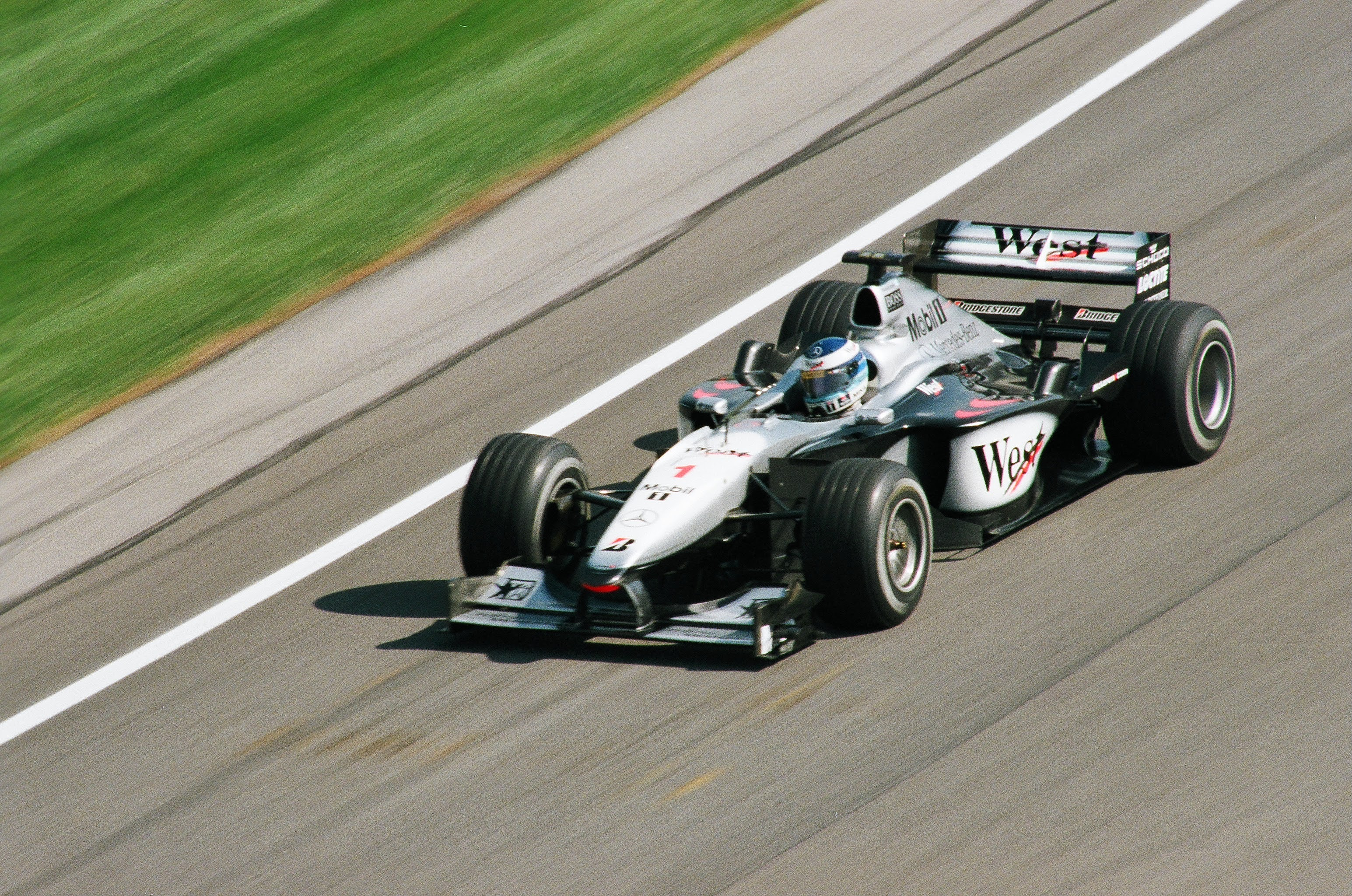
Häkkinen při Grand Prix USA 2000

Jako dvojnásobný mistr světa se Häkkinen připojil k elitní skupině jezdců. V sezóně 2000 si přál zkompletovat hattrick, což se mu ale nepovedlo. Häkkinen si připsal vítězství ve Španělsku, Rakousku (stylem start–cíl) a v Maďarsku, kde převzal vedení v šampionátu. Vyhrál i v Belgii, kde provedl dechberoucí manévr, když na rovince Kemmel straight předjel zároveň Michaela Schumachera i Ricarda Zontu. Po další Grand Prix převzal celkové vedení opět Schumacher a mistrovský titul potvrdil v Grand Prix Japonska. Michael Schumacher popsal svůj boj o titul s Häkkinenem jako nejvíce uspokojující.

#### 2001

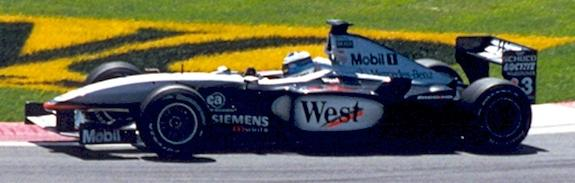
Häkkinen s vozem McLaren při Grand Prix Kanady 2001

V roce 2001 vstoupil do sezóny, která se nakonec ukázala jako jeho poslední ve Formuli 1, když byl po sezóně nahrazen svým mladým krajanem a chráněncem Kimim Räikkönenem. Vůz MP4-16 již nebyl tak dobrý a byl to spíše Coulthard, který potrápil Michaela Schumachera v boji o titul.
Häkkinen utrpěl větší nehodu kvůli selhání předního zavěšení v úvodním podniku v Austrálii, když jel druhý. Tato havárie jakoby způsobila pokles jeho motivace. V Brazílii se zdržel na startu, což málem vedlo k tomu, že do něj narazil Olivier Panis. Häkkinen za své jednání dostal pokutu $5 000. Ve Španělsku vedl až do posledního kola a mohl si připsat čtvrtou výhru v řadě na tomto okruhu. Porucha spojky ho nakonec vyřadila ze závodu v posledním kole pouhých 5 zatáček před cílem. Häkkinena poté do boxů na boku svého vozu přivezl David Coulthard. Byl to smutný ale nezapomenutelný moment, zdůrazňující silné pouto mezi Coulthardem a Häkkinenem. Ve Velké Británii dominoval celému závodu a připsal si první výhru v sezóně. V Monze oznámil Häkkinen médiím, že v roce 2002 si dá od závodění pauzu a mezitím se rozhodne o své budoucnosti. Na okruhu Indianapolis si připsal své poslední vítězství ve Formuli 1. Celkově skončil s 37 body pátý. V polovině roku 2002 oznámil úplné ukončení kariéry.

## DTM (2005-2007)

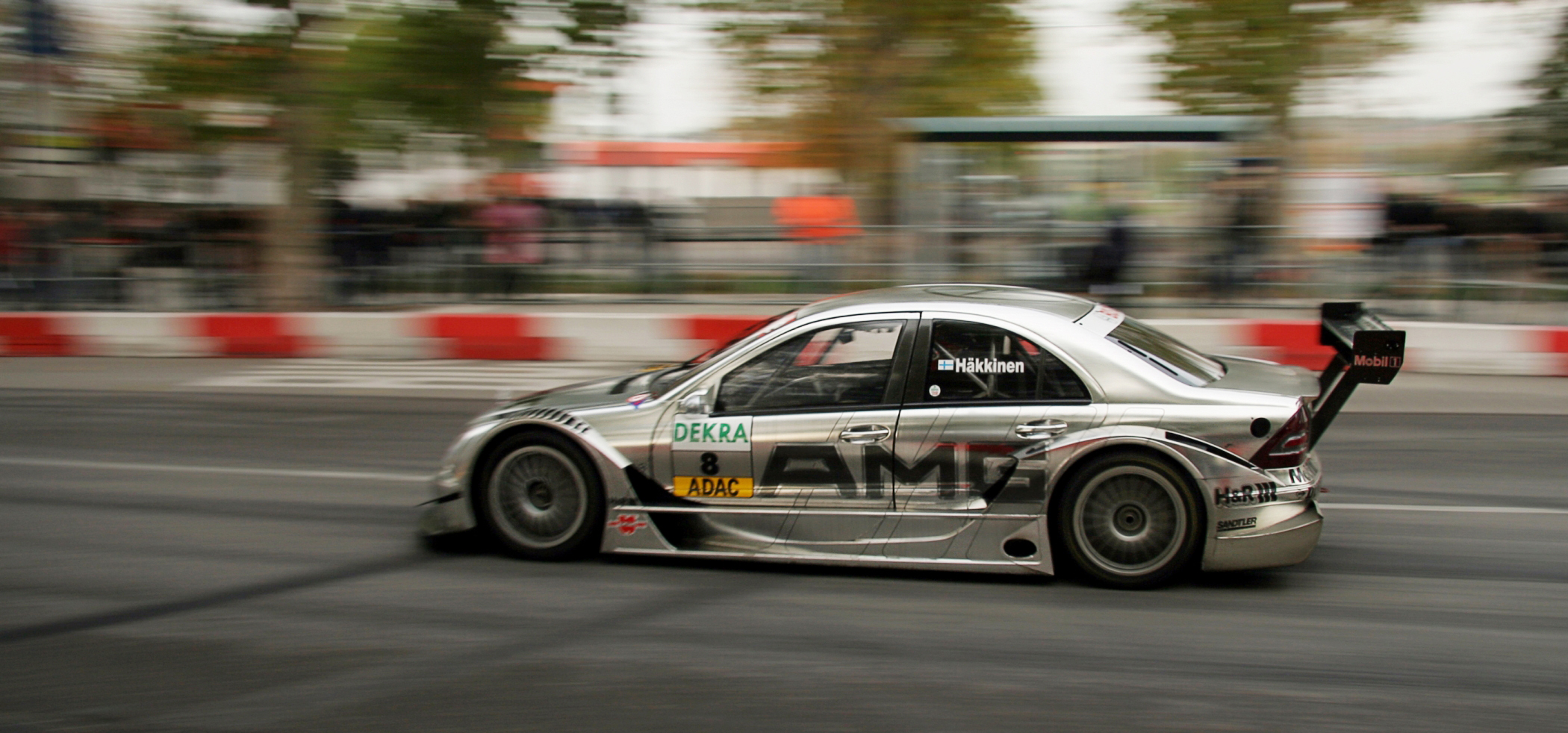
Mika Häkkinen v autě Mercedes se kterým závodil v sérii DTM.

Během roku 2004 Häkkinen oznámil své plány na návrat k závodění a hovořil s týmem Williams o angažmá pro rok 2005. Nakonec k dohodě nedošlo a namísto toho provedl svůj comeback k závodění v sérii DTM ve voze Mercedes-Benz. Byla to úspěšná první sezóna, okořeněná jedním vítězstvím.
I v roce 2006 pokračoval v šampionátu DTM s Mercedesem, ale sezóna již byla obtížnější a nejlepším výsledkem bylo několik druhých míst. Magazín Autosport spekuloval, že Häkkinenův styl jízdy se příliš nehodí do vozu DTM.
Při akci Goodwood Festival of Speed v roce 2006 řídil Häkkinen vůz McLaren-Mercedes MP4-20 z roku 2005. Mnozí lidé říkali, že bylo skvělé vidět Häkkinena opět v McLarenu, jelikož byl tenkrát posledním mistrem světa v tomto týmu.
Häkkinen zůstal u Mercedesu i ve třetí sezóně a přestože celkový dojem kazí několik smolných závodů, byl rok 2007 jeho nejlepší. Pravidelně se kvalifikoval do přední řady a dvakrát vyhrál (na okruzích Lausitz a Mugello) a celkově byl v hodnocení osmý.

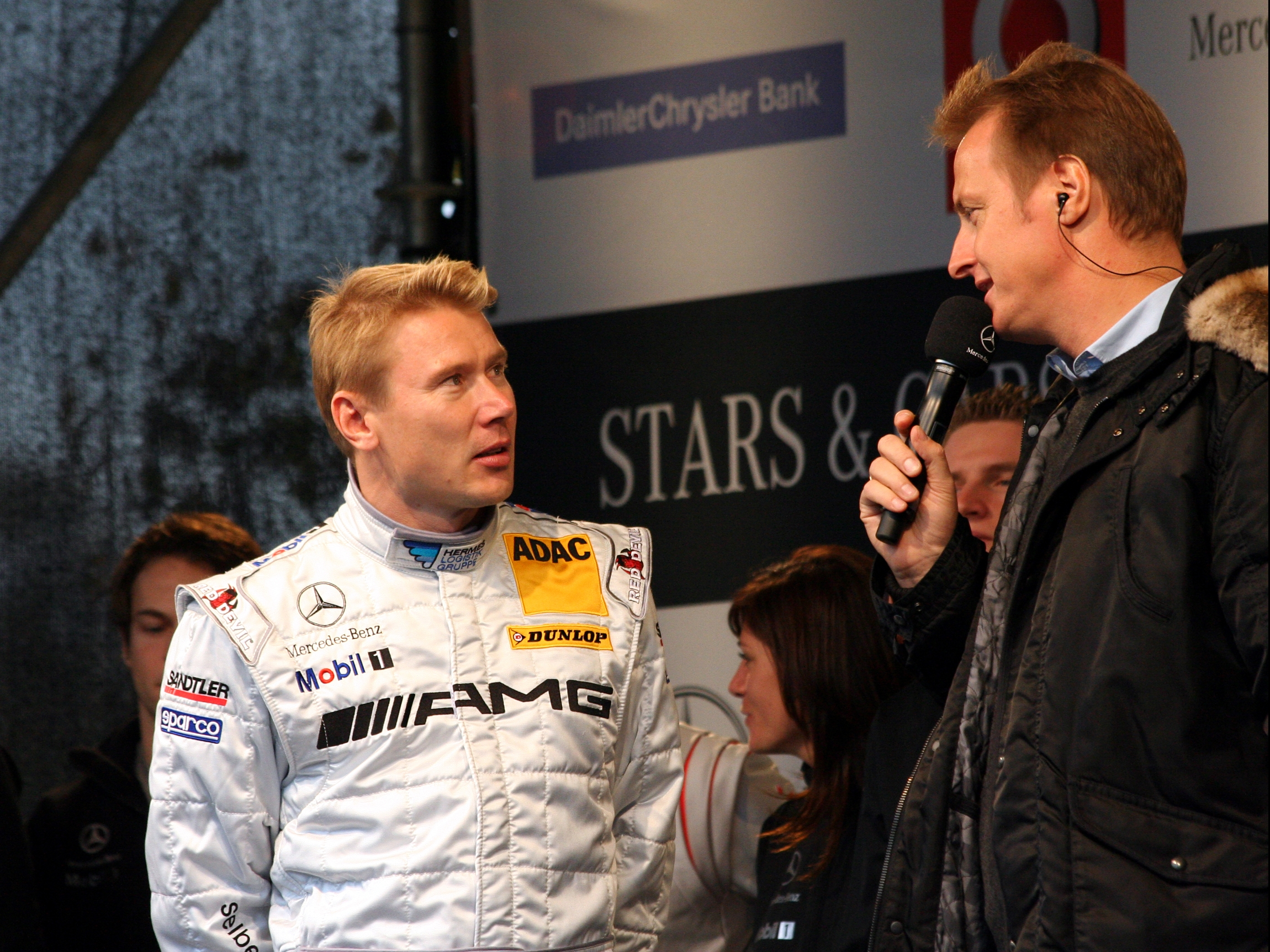
Mika Häkkinen oznámil konec kariéry v DTM při akci (Stars and Cars 2007)

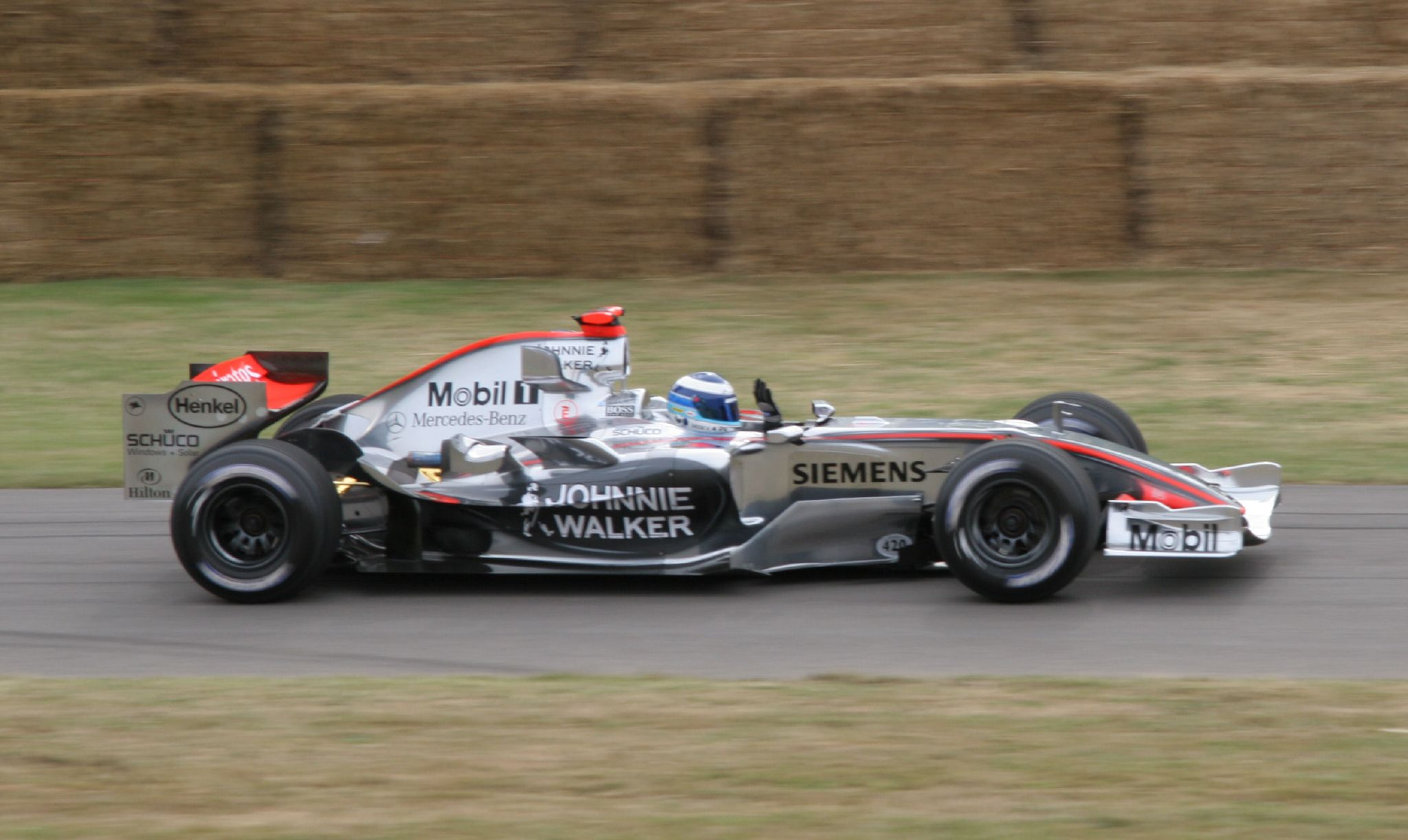
V červenci 2006, Häkkinen řídil vůz McLaren MP4-20 na Goodwood Festival of Speed.

## Možné návraty do Formule 1
Po Häkkinenově roční přestávce a následném ukončení kariéry, se mnohokrát spekulovalo o jeho možném návratu. Mika byl spojován s týmem Williams během roku 2004, jelikož Juan Pablo Montoya měl na další rok přestoupit k McLarenu. K dohodě ale nedošlo.
Na konci roku 2006 opět vyvstaly spekulace, tentokrát o možném návratu k týmu McLaren pro rok 2007. Magazín Autosport oznámil, že Häkkinen v listopadu dvakrát testoval v simulátoru McLarenu a diskutoval o možném návratu k týmu. 24. listopadu McLaren oznámil, že Lewis Hamilton usedne do druhého kokpitu McLarenu v roce 2007 a ukončil tak veškeré spekulace. Nicméně se psalo o tom, že Häkkinen působil v roli poradce, když Ron Dennis prohlásil, že: „Je to velmi zajímavá osobnost, kterou přivádíme a která zhodnotí věci, které vyvíjíme.“ Ve čtvrtek, 30. listopadu, Häkkinen celý den testoval McLaren-Mercedes MP4-21 na okruhu Circuit de Catalunya v Barceloně. Absolvoval 79 kol, ale jeho nejrychlejší kolo bylo o 3 sekundy pomalejší než u ostatních jezdců. McLaren prohlásil, že využili jeho odborných znalostí, aby poznali jak se Formule 1 vyvinula od jeho odchodu v roce 2001.
Häkkinen byla také jmenován jako „Zodpovědný pijící ambasador“ sponzorem McLarenu firmou Johnnie Walker.
Häkkinen má ulici po něm pojmenovanou v australském městě Adelaide, kde došlo k jeho málem tragické nehodě.

## Intercontinental Le Mans Cup 2011
Tým AMG China vstoupil s vozem Mercedes-Benz SLS AMG do série Intercontinental Le Mans Cup – 6 hodinového závodu na okruhu Zhuhau, kde si Häkkinen odbyl debut ve třídě GT3.

## Konec kariéry
Häkkinen oznámil konec závodní kariéry v neděli, 4. listopadu 2007. Rozhodnutí prý „nebylo snadné“, ale dodal, že “závodění je stále v mé krvi a toto rozhodnutí neznamená, že mi bude bránit závodit pro radost.“
V listopadu 2008 Häkkinen oznámil, že začne novou kariéru v oblasti managementu.

## Helma
Helma Miky Häkkinena je bílá s tmavě modrými pruhy, královsky modrými pruhy a nebesky modrými pruhy ve středu, modrým kruhem na vrcholu helmy a s jeho jménem napsaným v oblasti brady. Barvy jsou zvoleny podle jeho sponzora z 80. let, společnosti Oy G.W. Sohlberg Ab.

## Další záliby
Häkkinen umí jezdit na jednokolce a dokonce s ní vystupoval.
V únoru 2010, nabídl lekce řízení v Mercedes-Benz World, aby vydělal peníze pro dětskou charitu pro nemocnici. Akci sponzoroval myHermes, pro který je Häkkinen ambasadorem.
Häkkinen se také objevil v pořadu Top Gear, kde učil moderátora Jamese Maye základy řízení rally v rámci přípravy na jeho test s Pagani Zonda.

## Osobní život
Od roku 1991 se Häkkinen usídlil v Monte Carlu, přestože vlastní domy ve Francii a ve Finsku. 18. května 2008 shořela jeho nově postavená vila ve Francii po zkratu v jeho skříni s trofejemi. Nikdo nebyl zraněn, ale zahynula jeho želva a také byla zničena jeho kolekce trofejí z Formule 1.
Häkkinen se oženil v roce 1998 s Erjou Honkanen. Společně mají syna Huga Ronana (narozen 11. prosince 2000) a dceru Ainu Julii (narozena 12. května 2005). V roce 2008 se rozešli. Häkkinenovo třetí dítě, dcera Ella, se narodila 30. listopadu 2010 jeho přítelkyni Markétě Remešové z České republiky. Se svou druhou manželkou má ještě desetiletá dvojčata: dceru Lynn a syna Daniela.

## Statistiky ve Formuli 1
| Aktivní roky                     | 1991-2001                |
| Starty                           | 165                      |
| Vítězství                        | 20                       |
| 2. místa                         | 14                       |
| 3. místa                         | 17                       |
| 4. místa                         | 13                       |
| 5. místa                         | 10                       |
| 6. místa                         | 9                        |
| Průměrné umístění                | 4.38                     |
| Odstoupení                       | 59                       |
| DSQ                              | 1                        |
| DNS                              | 1                        |
| DNQ                              | 2                        |
| Pole position                    | 26                       |
| Průměrné u. v kvalifikaci        | 7.42                     |
| Nejrychlejší kola                | 25                       |
| Průměrné u. za nejrychlejší kolo | 7.27                     |
| Závodů v čele                    | 48                       |
| Kol v čele                       | 1488                     |
| Km v čele                        | 7191 km                  |
| Debut                            | Grand Prix USA 1991      |
| První vítězství                  | Grand Prix Evropy 1997   |
| Poslední závod                   | Grand Prix Japonska 2001 |
| Body                             | 420                      |

## Souhrn kariéry

### Kompletní výsledky ve Formuli 1
| Legenda k tabulce | Legenda k tabulce                                                                       |
| Barva             | Výsledek                                                                                |
| ----------------- | --------------------------------------------------------------------------------------- |
| Zlatá             | Vítěz                                                                                   |
| Stříbrná          | 2. místo                                                                                |
| Bronzová          | 3. místo                                                                                |
| Zelená            | Bodované umístění                                                                       |
| Modrá             | Nebodované umístění                                                                     |
| Modrá             | Dokončil neklasifikován (NC)                                                            |
| Fialová           | Odstoupil (Ret)                                                                         |
| Červená           | Nekvalifikoval se (DNQ)                                                                 |
| Červená           | Nepředkvalifikoval se (DNPQ)                                                            |
| Černá             | Diskvalifikován (DSQ)                                                                   |
| Bílá              | Nestartoval (DNS)                                                                       |
| Bílá              | Závod zrušen (C)                                                                        |
| Světle modrá      | Pouze trénoval (PO)                                                                     |
| Světle modrá      | Páteční testovací jezdec (TD)                                                           |
| Bez barvy         | Netrénoval (DNP)                                                                        |
| Bez barvy         | Vyřazen (EX)                                                                            |
| Bez barvy         | Nepřijel (DNA)                                                                          |
| Bez barvy         | Odvolal účast (WD)                                                                      |
| Bez barvy         | Nezúčastnil se (prázdné)                                                                |
| Označení          | Význam                                                                                  |
| Tučnost           | Pole position                                                                           |
| Kurzíva           | Nejrychlejší kolo                                                                       |
| †                 | Jezdec nedojel do cíle, ale byl klasifikován, protože odjel více než 90 % délky závodu. |
| ‡                 | Byl udělován poloviční počet bodů, protože bylo odjeto méně než 75 % délky závodu.      |
| Horní index       | Umístění bodujících jezdců ve sprintu                                                   |

| Rok  | Tým                       | Šasi            | Motor        | 1       | 2       | 3       | 4       | 5       | 6       | 7       | 8       | 9       | 10      | 11      | 12      | 13      | 14      | 15      | 16      | 17      | Umístění  | Body |
| ---- | ------------------------- | --------------- | ------------ | ------- | ------- | ------- | ------- | ------- | ------- | ------- | ------- | ------- | ------- | ------- | ------- | ------- | ------- | ------- | ------- | ------- | --------- | ---- |
| 1991 | Team Lotus                | Lotus 102B      | Judd V8      | USA 13  | BRA 9   | SMR 5   | MON Ret | CAN Ret | MEX 9   | FRA DNQ | GBR 12  | GER Ret | HUN 14  | BEL Ret | ITA 14  | POR 14  | ESP Ret | JPN Ret | AUS 19  |         | 16. místo | 2    |
| 1992 | Team Lotus                | Lotus 102D      | Ford HB V8   | RSA 9   | MEX 6   | BRA 10  | ESP Ret | SMR DNQ |         |         |         |         |         |         |         |         |         |         |         |         | 8. místo  | 11   |
| 1992 | Team Lotus                | Lotus 107       | Ford HB V8   |         |         |         |         |         | MON Ret | CAN Ret | FRA 4   | GBR 6   | GER Ret | HUN 4   | BEL 6   | ITA Ret | POR 5   | JPN Ret | AUS 7   |         | 8. místo  | 11   |
| 1993 | Marlboro McLaren          | McLaren MP4/8   | Ford HB V8   | RSA     | BRA     | EUR     | SMR     | ESP     | MON     | CAN     | FRA     | GBR     | GER     | HUN     | BEL     | ITA     | POR Ret | JPN 3   | AUS Ret |         | 15. místo | 4    |
| 1994 | Marlboro McLaren Peugeot  | McLaren MP4/9   | Peugeot V10  | BRA Ret | PAC Ret | SMR 3   | MON Ret | ESP Ret | CAN Ret | FRA Ret | GBR 3   | GER Ret | HUN     | BEL 2   | ITA 3   | POR 3   | EUR 3   | JPN 7   | AUS 12  |         | 4. místo  | 26   |
| 1995 | Marlboro McLaren Mercedes | McLaren MP4/10  | Mercedes V10 | BRA 4   | ARG Ret | SMR 5   | ESP Ret | MON Ret | CAN Ret |         |         |         |         |         |         |         |         |         |         |         | 7. místo  | 17   |
| 1995 | Marlboro McLaren Mercedes | McLaren MP4/10B | Mercedes V10 |         |         |         |         |         |         | FRA 7   | GBR Ret | GER Ret | HUN Ret | BEL Ret | ITA 2   |         |         | PAC     | JPN 2   | AUS DNS | 7. místo  | 17   |
| 1995 | Marlboro McLaren Mercedes | McLaren MP4/10C | Mercedes V10 |         |         |         |         |         |         |         |         |         |         |         |         | POR Ret | EUR 8   |         |         |         | 7. místo  | 17   |
| 1996 | Marlboro McLaren Mercedes | McLaren MP4/11  | Mercedes V10 | AUS 5   | BRA 4   | ARG Ret | EUR 8   | SMR 8   | MON 6   | ESP 5   | CAN 5   | FRA 5   | GBR 3   | GER Ret | HUN 4   | BEL 3   | ITA 3   | POR Ret | JPN 3   |         | 5. místo  | 31   |
| 1997 | West McLaren Mercedes     | McLaren MP4/12  | Mercedes V10 | AUS 3   | BRA 4   | ARG 5   | SMR 6   | MON Ret | ESP 7   | CAN Ret | FRA Ret | GBR Ret | GER 3   | HUN Ret | BEL DSQ | ITA 9   | AUT Ret | LUX Ret | JPN 4   | EUR 1   | 6. místo  | 27   |
| 1998 | West McLaren Mercedes     | McLaren MP4/13  | Mercedes V10 | AUS 1   | BRA 1   | ARG 2   | SMR Ret | ESP 1   | MON 1   | CAN Ret | FRA 3   | GBR 2   | AUT 1   | GER 1   | HUN 6   | BEL Ret | ITA 4   | LUX 1   | JPN 1   |         | 1. místo  | 100  |
| 1999 | West McLaren Mercedes     | McLaren MP4/14  | Mercedes V10 | AUS Ret | BRA 1   | SMR Ret | MON 3   | ESP 1   | CAN 1   | FRA 2   | GBR Ret | AUT 3   | GER Ret | HUN 1   | BEL 2   | ITA Ret | EUR 5   | MAL 3   | JPN 1   |         | 1. místo  | 76   |
| 2000 | West McLaren Mercedes     | McLaren MP4/15  | Mercedes V10 | AUS Ret | BRA Ret | SMR 2   | GBR 2   | ESP 1   | EUR 2   | MON 6   | CAN 4   | FRA 2   | AUT 1   | GER 2   | HUN 1   | BEL 1   | ITA 2   | USA Ret | JPN 2   | MAL 4   | 2. místo  | 89   |
| 2001 | West McLaren Mercedes     | McLaren MP4-16  | Mercedes V10 | AUS Ret | MAL 6   | BRA Ret | SMR 4   | ESP 9   | AUT Ret | MON Ret | CAN 3   | EUR 6   | FRA DNS | GBR 1   | GER Ret | HUN 5   | BEL 4   | ITA Ret | USA 1   | JPN 4   | 5. místo  | 37   |

### Kompletní výsledky v DTM
| Legenda k tabulce | Legenda k tabulce                                                                       |
| Barva             | Výsledek                                                                                |
| ----------------- | --------------------------------------------------------------------------------------- |
| Zlatá             | Vítěz                                                                                   |
| Stříbrná          | 2. místo                                                                                |
| Bronzová          | 3. místo                                                                                |
| Zelená            | Bodované umístění                                                                       |
| Modrá             | Nebodované umístění                                                                     |
| Modrá             | Dokončil neklasifikován (NC)                                                            |
| Fialová           | Odstoupil (Ret)                                                                         |
| Červená           | Nekvalifikoval se (DNQ)                                                                 |
| Červená           | Nepředkvalifikoval se (DNPQ)                                                            |
| Černá             | Diskvalifikován (DSQ)                                                                   |
| Bílá              | Nestartoval (DNS)                                                                       |
| Bílá              | Závod zrušen (C)                                                                        |
| Světle modrá      | Pouze trénoval (PO)                                                                     |
| Světle modrá      | Páteční testovací jezdec (TD)                                                           |
| Bez barvy         | Netrénoval (DNP)                                                                        |
| Bez barvy         | Vyřazen (EX)                                                                            |
| Bez barvy         | Nepřijel (DNA)                                                                          |
| Bez barvy         | Odvolal účast (WD)                                                                      |
| Bez barvy         | Nezúčastnil se (prázdné)                                                                |
| Označení          | Význam                                                                                  |
| Tučnost           | Pole position                                                                           |
| Kurzíva           | Nejrychlejší kolo                                                                       |
| †                 | Jezdec nedojel do cíle, ale byl klasifikován, protože odjel více než 90 % délky závodu. |
| ‡                 | Byl udělován poloviční počet bodů, protože bylo odjeto méně než 75 % délky závodu.      |
| Horní index       | Umístění bodujících jezdců ve sprintu                                                   |

| Rok  | Tým      | 1      | 2      | 3      | 4      | 5       | 6       | 7      | 8      | 9       | 10      | 11     | Umístění | Body |
| ---- | -------- | ------ | ------ | ------ | ------ | ------- | ------- | ------ | ------ | ------- | ------- | ------ | -------- | ---- |
| 2005 | Mercedes | HOC 8  | LAU1 3 | SPA 1  | BRN 13 | OSC Ret | NOR Ret | NÜR 4  | ZAN 12 | LAU2 12 | IST 2   | HOC 15 | 5. místo | 30   |
| 2006 | Mercedes | HOC 4  | LAU 3  | OSC 9  | BRH 11 | NOR 3   | NÜR 12  | ZAN 11 | CAT 11 | BUG 2   | HOC Ret |        | 6. místo | 25   |
| 2007 | Mercedes | HOC 10 | OSC 17 | LAU* 1 | BRH 4  | NOR 9   | MUG 1   | ZAN 7  | NÜR 10 | CAT DSQ | HOC 17  |        | 8. místo | 22   |

"*" V závodě byly uděleny pouze poloviční body, kvůli několika chybám stewardů.